# کوئنتین اسکینر
کوئنتین رابرت داثی اسکینر (متولد ۲۶ نوامبر ۱۹۴۰ اولدهام، لانکاشر) یک مورّخ اندیشه است. او یکی از بنیانگذاران مکتب کمبریج در حوزهٔ تاریخ اندیشه سیاسی است و در میانهٔ سال‌های ۱۹۹۶ و ۲۰۰۸ او استاد رجیوس (استاد دارای کرسی سلطنتی) تاریخ در دانشگاه کمبریج بوده‌است. او در حال حاضر صاحب کرسی باربر بیمونت در علوم انسانی و مدیرعامل مرکز مطالعه تاریخ اندیشه سیاسی در دانشگاه کوئین مری لندن است.

## زندگی‌نامه
کوئنتین اسکینر دومین پسر الکساندر اسکینر سی.بی.ای. (درگذشتهٔ ۱۹۷۹) و وینفرد رُز مارگارت اسکینر - با نام خانوادگی اصلی «داثی» - (درگذشتهٔ ۱۹۸۲) بود. او دانش‌آموختهٔ مدرسه بدفورد بود و مانند برادر بزرگتر خود برنده یک بورس تحصیلی ورود بهlکالج گانویل و کایوس، کمبریج شد، جایی که او در سال ۱۹۶۲ مدرک لیسانس دو-ستاره در تاریخ را از آن اخذ کرد. در اسکینر بر مبنای نتایج آزمونش برندهٔ کمک هزینه تحصیلی از کالج خود شد، اما در سال ۱۹۶۲ آن را به بورس تحصیلی استادی در کالج مسیح دانشگاه کمبریج تغییر داد، جایی که او تا زمان انتقال به دانشگاه لندن در سال ۲۰۰۸ در آن باقی ماند. او در حال حاضر عضو افتخاری هیئت علمی هر دو کالج مسیح و کالج گانویل و کایوس می‌باشد.
اسکینر در سال ۱۹۶۵ به مقام مدرّسی در دانشکده تاریخ دانشگاه کمبریج منصوب شد. او در سال ۱۹۷۴–۱۹۷۵ یک سال را به عنوان فرصت مطالعاتی در موسسه مطالعات پیشرفته در پرینستون سپری کرد، جایی که از او دعوت به ماندن شد و او تا سال ۱۹۷۹ در آن باقی ماند و سپس به عنوان استاد علوم سیاسی به کمبریج بازگشت. او در سال ۱۹۹۶ به مقام استاد رگیوس تاریخ نائل شده و در سال ۱۹۹۹ به مقام معاونت رئیس دانشگاه منصوب شد.
او در سال ۱۹۷۹ با سوزان جیمز ازدواج کرد. سوزان بعدها استاد فلسفه کالج برکبک لندن شد. آن‌ها یک دختر و یک پسر و دو نوه دارند که هر دو در سال ۲۰۱۵ متولد شده‌اند. او قبلاً با پاتریشیا لو اسکینر ازدواج کرده بود، کسی که بعدها همسر برنارد ویلیامز شد.

## دانشگاه
اسکینر به عنوان یکی از بنیانگذاران 'مکتب کمبریج' در حوزهٔ تاریخ اندیشه سیاسی محسوب می‌شود. عمدهٔ شهرت این مکتب، چنان‌که جِیْ. جی. اِیْ پاکوک توصیف کرده‌است، ناشی از توجه آن به 'زبان‌ها'یی است که فلسفهٔ اخلاق و فلسفهٔ سیاسی در قالب آن‌ها نوشته شده‌اند. تلاش‌های اسکینر معطوف به صورت‌بندی یک نظریه تفسیر است که در آن با متون اصلی تاریخ نظریه سیاسی به عنوان مداخلاتی در مباحث سیاسی جاری رفتار می‌شود و در آن تمرکز اصلی بر روی این است که فرد نویسنده چه در سر داشته و در واکنش به چه زمینهٔ تاریخی و کنش سیاسی چنین گفته‌است. یکی از نتایج این دیدگاه تأکید بر ضرورت مطالعه نویسندگان سیاسی کمتر شناخته شده به عنوان وسیله ای برای تاباندن نور بر نویسندگان کلاسیک است – اگر چه آگاهانه این پرسش را نیز مطرح می‌کند که تا چه حد ممکن است اصطلاح متون 'کلاسیک' را محدود و مضیّق کنیم.
اسکینر در مقام استادی فوق‌العاده اثرگذار بوده‌است و تعداد زیادی از دانشجویان دکتری سابق او به دانشگاهیان برجسته‌ای تبدیل شده‌اند، از جمله دیوید آرمیتاژ، ریچارد بلامی، آنابل برت، مارتین زلزاینیس، اندرو فیتزماریس، مارک گلدی، کارن کاپرمن، اریک ام. نلسن، یورگن اورهاف، مارکو پلتانن، ریچارد تاک و جیمز تالی. در ایران نیز سید جواد طباطبایی تحت تأثیر اوست.
آثار تاریخی اسکینر عمدتاً بر تفکر سیاسی در اوایل دورهٔ مدرن اروپا متمرکز است. او یک کتاب دربارهٔ نیکولو ماکیاوللی و سه کتاب دربارهٔ توماس هابز نوشته‌است و کتاب مبانی اندیشه سیاسی مدرن او سرتاسر دورهٔ تاریخی مذکور را پوشش می‌دهد. او به‌طور خاص بر ظهور نظریه‌های جدید در مورد ماهیت دولت و بحث‌های پیرامون ماهیت آزادی سیاسی متمرکز است.
دیگر موضوع محوری پژوهش‌های اسکینر، که شاید ناشی از تأثیر فلسفی آشکار ویتگنشتاین و آستین بر او باشد، بحث «تاریخ خطابه» است. جلد اول کتاب «بنیادها» ی او به ظهور مجدد خطابهٔ کلاسیک در عصر رنسانس می‌پردازد. کتاب عقل وخطابه در فلسفه هابز (۱۹۹۶) به بررسی تلاش‌های انجام شده برای بی‌اعتبار ساختن روش‌های خطابی استدلال در انقلاب علمی می‌پردازد. آخرین رسالهٔ او، «شکسپیر جدلی» (۲۰۱۴) نشان می‌دهد که چگونه شکسپیر در یک مجموعه از نمایشنامه‌های 'جدلی' خود که مهمترین آن‌ها عبارتند از جولیوس سزار، هملت و اتللو، از نظریهٔ خطابی کلاسیک 'اختراع' در ساختار کلام‌ها و صحنه‌ها بهره برده‌است.

## مجموعه‌ای از مطالب گوناگون
اسکینر در مصاحبه با پروفسور آلن مک فارلین اعتراف کرد که او عضو جامعهٔ سرّی رسولان کمبریج بوده‌است. او همچنین اشاره کرد که آمارتیا سن نیز در همان زمان عضو این جامعهٔ مخفی بوده‌است.

## آثار اسکینر به فارسی
- بنیادهای اندیشهٔ سیاسی مدرن (۱۹۷۸)، ترجمه کاظم فیروزمند، تهران: آگاه، ۱۳۹۳.
- ماکیاولی (۱۹۸۱)، ترجمه عزت‌الله فولادوند، تهران: طرح نو، ۱۳۷۲.
- فلسفه در تاریخ (۱۹۸۴)، نویسنده و سرویراستار: کوئنتین اسکینر، ترجمه و سرویراستار فارسی: صالح نجفی، تهران: انتشارات فرهنگ جاوید، (منتشر خواهد شد).
- بازگشت نظریه کلان در علوم انسانی (۱۹۹۰)، نویسنده و ویراستار: ک‍وئ‍نت‍ی‍ن اس‍ک‍ی‍ن‍ر، ترجمه مریم عالم‌زاده، تهران: انتشارات فرهنگ جاوید، (منتشر خواهد شد).
- آزادی مقدم بر لیبرالیسم (۱۹۹۸)، ترجمه فریدون مجلسی، تهران: انتشارات فرهنگ جاوید، ۱۳۸۹.
- بینش‌های علم سیاست (جلد اول: در باب روش) (۲۰۰۲)، ترجمه فریبرز مجیدی، تهران: انتشارات فرهنگ جاوید، ۱۳۹۳.
- هابز و آزادی جمهوری‌خواهانه (۲۰۰۸)، ترجمه هرمز همایون‌پور، تهران: انتشارات فرهنگ جاوید، ۱۳۹۷.

## آثار اصلی

### کتاب‌ها
۱. بنیادهای اندیشه سیاسی مدرن: جلد اول: رنسانس, Cambridge University Press, 1978. شابک ‎۹۷۸-۰-۵۲۱-۲۹۳۳۷-۲ (ترجمه شده به عربی، چینی، فارسی، فرانسوی، یونانی، ایتالیایی، ژاپنی، کره ای، فارسی، پرتغالی، اسپانیایی، ترکی)
۲. بنیادهای اندیشه سیاسی مدرن: جلد دوم: عصر اصلاحات, Cambridge University Press, 1978. شابک ‎۹۷۸-۰-۵۲۱-۲۹۴۳۵-۵
(ترجمه شده به عربی، چینی، فارسی، فرانسوی، یونانی، ایتالیایی، ژاپنی، فارسی، پرتغالی، اسپانیایی)
3(1) ماکیاولی, Oxford University Press, 1981.
3(2) ماکیاولی: یک مقدمه کوتاه [نسخه اصلاح شده از 3 (1)] Oxford University Press, ۲۰۰۰. شابک ‎۹۷۸-۰-۱۹-۲۸۵۴۰۷-۰ (ترجمه شده به Albanian, Arabic, Chinese, English, French, german, Greek, Hebrew, Hungarian, Indonesian, Italian, japanese, Korean, Kurdish, Malay, فارسی، لهستانی، پرتغالی، رومانیایی، اسپانیایی، سوئدی)
۴. عقل و خطابه در فلسفه هابز, Cambridge University Press, 1996. شابک ‎۹۷۸-۰-۵۲۱-۵۹۶۴۵-۹ (ترجمه به زبان چینی، ایتالیایی، پرتغالی)
۵. آزادی مقدر بر لیبرالیسم، Cambridge University Press, 1998. شابک ‎۹۷۸-۱-۱۰۷-۶۸۹۵۳-۴ (ترجمه شده به چینی، فرانسوی، یونانی، ایتالیایی، کره‌ای، فارسی، لهستانی، پرتغالی، روسی، اسپانیایی)
۶. بینش‌های علم سیاست: جلد اول: در بابروش, Cambridge University Press, 2002. شابک ‎۹۷۸-۰-۵۲۱-۵۸۹۲۶-۰ (ترجمه شده به چینی، فرانسوی، ایتالیایی، کره ای، فارسی، لهستانی، پرتغالی)
۷. بینش‌های علم سیاست: جلد دوم: ارزش‌های رنسانس (با ۱۲ رنگ صفحات), Cambridge University Press, 2002. شابک ‎۹۷۸-۰-۵۲۱-۵۸۹۲۶-۰ (ترجمه شده به ایتالیایی)
۸. بینش‌های علم سیاست: جلد سوم: هابز و علم مدنی, Cambridge University Press, 2002. شابک ‎۹۷۸-۰-۵۲۱-۸۹۰۶۰-۱
9. L'artiste en philosophie politique (با ۸ رنگ صفحات) Editions de Seuil, Paris, 2003. شابک ‎۹۷۸-۲-۹۱۲۱۰۷-۱۵-۲
۱۰. هابز و آزادی جمهوری‌خواهانه (۱۹ تصاویر), Cambridge University Press, 2008. شابک ‎۹۷۸-۲-۹۱۲۱۰۷-۱۵-۲ (ترجمه به زبان چینی، فارسی، فرانسوی، آلمانی، پرتغالی، اسپانیایی)
۱۱. لا verité et l'historienاد. کریستوفر هامل نسخه EHESS پاریس ۲۰۱۱. شابک ‎۹۷۸-۲-۷۱۳۲-۲۳۶۸-۶
12. Die drei Körper des Staatesهای Wallsteinهای Göttingen 2012. شابک ‎۹۷۸-۳-۸۳۵۳-۱۱۵۷-۲
۱۳. شکسپیر جدلی Shakespeare, Oxford University Press, 2014. شابک ‎۹۷۸-۰-۱۹-۹۵۵۸۲۴-۷
۱۴. از اومانیسم تا هابز: مطالعاتی در خطابه و سیاست, Cambridge University Press, آینده، مارس ۲۰۱۸. آنلاین شابک ‎۹۷۸-۱-۳۱۶۴-۱۵۵۵-۹

### کتاب‌های ویرایش شده
1. (Co-سردبیر و نویسندگان), فلسفه، سیاست و جامعه: سری چهارم, Basil Blackwell, Oxford, 1972. شابک ‎۹۷۸-۰-۶۳۱-۱۴۴۱۰-۶
2. (Co-سردبیر و نویسندگان), فلسفه تاریخ, Cambridge University Press, 1984. شابک ‎۹۷۸-۰-۵۲۱-۲۷۳۳۰-۵
۳. (سردبیر و نویسندگان) در بازگشت نظریه کلان در علوم انسانی, Cambridge University Press, 1985. شابک ‎۹۷۸-۰-۵۲۱-۳۹۸۳۳-۶
4. (Co-سردبیر و نویسندگان), کمبریج تاریخ رنسانس فلسفه, Cambridge University Press, 1988. شابک ‎۹۷۸-۰-۵۲۱-۲۵۱۰۴-۴
5. (Co-ویرایشگر), ماکیاولی با شاهزاده (trans. راسل قیمت), Cambridge University Press, 1988. شابک ‎۹۷۸-۰-۵۲۱-۳۴۹۹۳-۲
6. (Co-سردبیر و نویسندگان), ماکیاولی و جمهوریخواهی, Cambridge University Press, 1990. شابک ‎۹۷۸-۰-۵۲۱-۴۳۵۸۹-۵
7. (Co-سردبیر و نویسندگان) و گفتمان سیاسی در اوایل مدرن بریتانیا, Cambridge University Press, 1993. شابک ‎۹۷۸-۰-۵۲۱-۳۹۲۴۲-۶
8. (Co-editor) میلتون و جمهوریخواهی, Cambridge University Press, 1995. شابک ‎۹۷۸-۰-۵۲۱-۶۴۶۴۸-۲
9. (Co-سردبیر و نویسندگان), جمهوریخواهی: مشترک میراث اروپایی؛ جلد اول: جمهوری‌خواهی و مشروطه در اوایل مدرن اروپا, Cambridge University Press, 2002. شابک ‎۹۷۸-۰-۵۲۱-۶۷۲۳۵-۱
10. (Co-سردبیر و نویسندگان), جمهوریخواهی: مشترک میراث اروپایی؛ جلد دوم: ارزشهای جمهوریخواهی در اوایل مدرن اروپا, Cambridge University Press, 2002. شابک ‎۹۷۸-۰-۵۲۱-۶۷۲۳۴-۴
11. (Co-سردبیر و نویسندگان), متحده و شهروندان: تاریخچه نظریه چشم‌انداز, Cambridge University Press, 2003. شابک ‎۹۷۸-۰-۵۲۱-۵۳۹۲۶-۵ (ترجمه به زبان چینی است)
12. (Co-ویرایشگر), توماس هابز: نوشته‌ها در قانون مشترک و ارثی حقویرایش شده توسط آلن Cromartie و کوئنتین اسکینر (Clarendon نسخه از آثار توماس هابز، دوره یازدهم), Clarendon Press, Oxford, 2005. شابک ‎۹۷۸-۰-۱۹-۹۲۳۶۲۳-۷
13. (Co-سردبیر و نویسندگان) حاکمیت در قطعات: گذشته، حال و آینده یک رقابت مفهوم, Cambridge University Press, 2010. شابک ‎۹۷۸-۱-۱۰۷-۰۰۰۰۴-۹
۱۴. (ویرایشگر) خانواده‌ها و کشورهای اروپای غربی, Cambridge University Press, 2011. شابک ‎۹۷۸-۰-۵۲۱-۱۲۸۰۱-۸
15. (Co-editor) آزادی و ساخت و ساز از اروپا جلد اول: آزادی مذهبی و آزادی مدنی, Cambridge University Press, 2013. شابک ‎۹۷۸-۱-۱۰۷-۰۳۳۰۶-۱
16. (Co-editor) آزادی و ساخت و ساز از اروپا جلد دوم: افراد آزاد و رایگان متحده, Cambridge University Press, 2013. شابک ‎۹۷۸-۱-۱۰۷-۰۳۳۰۷-۸
17. (Co-editor) محبوب حاکمیت در دیدگاه تاریخی, Cambridge University Press, 2016. شابک ‎۹۷۸-۱-۱۰۷-۱۳۰۴۰-۱

### مصاحبه‌ها
2016: "'ایده‌های در زمینه': گفتگو با کوئنتین اسکینر" توسط Hansong Li. شیکاگو Journal of History Vol. هفتم تابستان سال ۲۰۱۶ است.
2014: 'مصاحبه و ملاقات با کوئنتین اسکینر' با Skript: Historisch Tijdschrift 36, صفحات 245-52.
۲۰۱۳: 'مصاحبه با استاد کوئنتین اسکینر' انجام شده توسط Jeng-Guo چن و کارل Shaw تاریخ فکری 2, pp. ۲۳۹–۶۲
2012a: Prokhovnik, Raia, "Approaching political theory historically: an interview with Quentin Skinner", Dialogues with contemporary political theorists, Houndsmill, Basingstoke, Hampshire New York: Palgrave Macmillan, pp. 181–196, ISBN 978-0-230-30305-8. {{citation}}: More than one of |ISBN= و |isbn= specified (help)More than one of |ISBN= and |isbn= specified (help)
2012b: Giannakopoulos, Georgios; Quijano, Francisco. "On politics and history: a discussion with Quentin Skinner" (PDF). Journal of Intellectual History and Political Thought. SAXO Institute. 1 (1): 7–31. Archived from the original (PDF) on 2 September 2014.{{cite journal}}:  نگهداری CS1: پست اسکریپت (link) همچنین نگاه کنید Giannakopoulos, Georgios; Quijano, Francisco (June 2013). "Historia y política en perspectiva: entrevista a Quentin Skinner". Signos Filosóficos (به اسپانیایی). 15 (29): 167–191. ISSN 1665-1324.{{cite journal}}:  نگهداری CS1: پست اسکریپت (link)
2011 Prokhovnik, Raia. "An interview with Quentin Skinner". Contemporary Political Theory. Palgrave Macmillan. 10 (2): 273–285. doi:10.1057/cpt.2010.26.{{cite journal}}:  نگهداری CS1: پست اسکریپت (link)
کلمه عبور 2009a: 'ساخت تاریخچه؛ نظم و انضباط در چشم‌انداز: مصاحبه با استاد کوئنتین اسکینر', Storia e سیاست، 1, pp. ۱۱۳–۳۴.
2009b: 'Wie فرعی sind wir wirklich?' Fragen یک کوئنتین اسکینر', Zeitschrift fűr Ideengeschichte 3, صفحات 5-21.
۲۰۰۸: مفاهیم فقط باید تاریخ', مصاحبه با کوئنتین اسکینر توسط امانوئل Tricoire و ژاک لوی EspacesTemps سند ۳۶۹۲
2007a: "نه متن و نه زمینه: مصاحبه با کوئنتین اسکینر', Groniek: Historisch Tijdschrift 174 ص. 117-33 شابک ‎۹۷۸-۹۰-۷۲۹۱۸-۶۶-۶
2007b: 'La Historia de mi Historia: Una Entrevista con کوئنتین اسکینر' El giro متنی: Cinco ensayos د کوئنتین اسکینر y seis comentarios اد. انریکه Bocardo کرسپو، مادرید، pp. 45-60.
2007c: Sebastián, Javier Fernández. "Intellectual history, liberty and Republicanism: an interview with Quentin Skinner". Contributions to the History of Concepts. Springer. 3 (1): 102–123.{{cite journal}}:  نگهداری CS1: پست اسکریپت (link)
2006: 'Historia فکری y acción política: Una entrevista con کوئنتین اسکینر', Historia y Política 16, صفحات 237-58
2003: 'La Libertà سیاست ed il Mestiere dello Storico: Intervista یک کوئنتین اسکینر', Teoria Politica 19, صفحات 177-85
۲۰۰۲: 'مواجهه با گذشته: مصاحبه با کوئنتین اسکینر فنلاندی سالنامه از اندیشه سیاسی [Redescriptions سالنامه از اندیشه سیاسی مفهومی تاریخچه و نظریه فمینیستی] ۶، صفحات 32-63
۲۰۰۱: 'کوئنتین Skinnerin haastattelu', Niin و Näin 31, صفحات 8-23
2000a: 'Intervista یک کوئنتین اسکینر: Conseguire la libertà promuovere l'uguaglianza' Il pensiero mazziniano 3, صفحات 118-22
2000b: 'Entrevista: کوئنتین اسکینر" در عنوان muitas چهره história da اد. ماریا Lúcia Pallares-برک Brazilia, pp. 307–39 شابک ‎۹۷۸−۸۵−۷۱۳۹−۳۰۷−۳ [Trans. در تاریخ جدید: اعترافات و مکالمات اد. ماریا Lúcia Pallares-برک کمبریج ۲۰۰۳ شابک ‎۹۷۸-۰-۷۴۵۶-۳۰۲۱-۲]
1997: Staff writer. "An interview with Quentin Skinner". Cogito. Nefeli Publications. 11: 69–78. doi:10.5840/cogito19971122.{{cite journal}}:  نگهداری CS1: پست اسکریپت (link)

### کتابشناسی آثار نوشته شده دربارهٔ اسکینر و اندیشه‌هایش
Tully, James, ed. (1988). Meaning and context: Quentin Skinner and his critics. Princeton, New Jersey: Princeton University Press. ISBN 978-0-691-02301-4.
Palonen, Kari (2003). Quentin Skinner: history, politics, rhetoric. Cambridge, UK Malden, Massachusetts: Polity Blackwell. ISBN 978-0-7456-2857-8.
Palonen, Kari (2004). Die Entzauberung der Begriffe: das Umschreiben der politischen Begriffe bei Quentin Skinner und Reinhart Koselleck. Münster: Lit. ISBN 978-3-8258-7222-9.
Brett, Annabel, ed. (2006). Rethinking The foundations of modern political thought. Cambridge, UK New York: Cambridge University Press. ISBN 978-0-521-61503-7.
Bocardo Crespo, Enrique, ed. (2007). El Giro contextual: cinco ensayos de Quentin Skinner, y seis comentarios. Madrid, Spain: Tecnos. ISBN 9788430945504.
Muscolino, Salvatore (2012). Linguaggio, storia e politica: Ludwig Wittgenstein e Quentin Skinner. Palermo: Carlo Saladino editore. ISBN 9788895346175.
Erben, Marcus (2013). Begriffswandel als Sprachhandlung der Beitrag Quentin Skinners zur Methodologie und Funktionsbestimmung der pädagogischen Geschichtsschreibung. Frankfurt, Main, Germany: Lang-Ed. ISBN 978-3-631-64355-6.
Grygieńć, Janusz, ed. (2016). Quentin Skinner: Metoda historyczna i wolność republikańska. Rok wydania: Toruń. ISBN 978-83-231-3562-3.